# Hellraiser
Hellraiser er en serie film, som oprindelig er baseret på Clive Barkers roman "The Hellbound Heart". Den første Hellraiser film udkom i 1987 efterfulgt af Hellbound: Hellraiser 2 i 1988. Der er udkommet i alt 8 Hellraiser film, hvoraf Clive Barker har medvirket på produktionen flere af dem, bl.a.: Hellraiser 1, Hellbound: Hellraiser 2 og Hellraiser 3: Hell on Earth.
Hellraiser filmenes plot er bygget op omkring "Lament Configuration", en æske der åbner vejen til frygtelige kræfter, en genvej til helvede, som bliver brugt af klosterbrødrene (cenobites) til at trænge ind i vores verden. Æsken går igen i hver film, og det ender altid med at en eller anden syndig sjæl, påkalder sig æskens ondskab. Påkalder dæmonerne.

## I årstal
1987: Hellraiser 1

1988: Hellbound: Hellraiser 2

1992: Hellraiser 3: Hell On Earth

1996: Hellraiser: Bloodline

2000: Hellraiser: Inferno

2002: Hellraiser: Hellseeker

2005: Hellraiser: Deader

2005: Hellraiser: Hellworld

## Hellraiser 1(fra 1987)
Instrueret af Clive Barker.
Hellraiser 1 handler om parret Larry og Julia Cotton, som flytter ind i et gammelt hus. På loftet finder Julia et frygteligt væsen, som viser sig at være Larry's halvbror Frank Cotton og hendes tidliger elsker. Frank har leget med mørke kræfter, kræfter som har taget hans jordiske krop fra ham. Han har leget med æsken!
Frank bliver vækket til live, da hans bror Larry skærer sig og noget af hans blod drypper ned på gulvet. Det lykkedes Frank at overbevise Julia om at hjælpe ham, så han kan blive levende igen. Med Julia som lokkedue, fanger Frank og Julia, uden Larry's vidende, mænd som gennem deres blod, giver Frank livet tilbage. De kræfter som oprindelig tog Franks jordiske krop, er i midlertidig ikke så glade for hans tilbagevenden til livet. Det betyder at mørkets kræfter med klosterbrødrenes (cenobites) herre dæmonen Pinhead, vender tilbage for at tage hvad der er deres.
Internet Movie Database om Hellraiser 1

### Medvirkende
Larry Cotton... Andy Robinson

Julia Cotton... Clare Higgins

Kirsty Cotton... Ashley Laurence

Frank Cotton... Sean Chapman

Frank the monster... Oliver Smith

Lead cenobite Pinhead... Douglas Bradley

Chatter cenobite... Nicholas Vince

Butterball cenobite... Simon Bamford

Female cenobite... Grace Kirby

## Hellbound: Hellraiser 2(fra 1988)
Instrueret af Tony Randel.
Efter at Kirsty Cotton fik sin familie udslettet af klosterbrødrene, blev Kirsty sendt til et sindssygehospital, hvor hun der kommer under Dr. Channards behandling. Ingen tror i midlertidig på Kirsty. Hospitalets leder Dr. Channard forstår dog hurtig sammenhængen, i det han har kendt til de kræfter, som Frank Cotton havde haft med at gøre. Channard havde nemlig længe ledt efter selvsamme kræfter. Kirsty får hjælp fra en uventet kant, da en af hospitalets ansatte, Kyle, vælger at tro på Kirstys historie, og beslutter sig for at hjælpe hende. Han tager hen til Dr. Channard og i hans hus, finder han bevis for Kirstys historie.
Internet Movie Database om Hellbound: Hellraiser 2

### Medvirkende
Julia Cotton... Clare Higgins

Kirsty Cotton... Ashley Laurence

Dr. Phillip Channard / Channard Cenobite... Kenneth Cranham

Frank Cotton... Sean Chapman

Browning Skinless Frank... Oliver Smith

Kyle McRae... William Hope

Lead cenobite Pinhead... Douglas Bradley

Chatter cenobite... Nicholas Vince

Butterball cenobite... Simon Bamford

Female cenobite... Grace Kirby

## Hellraiser 3: Hell on Earth(fra 1992)
Instrueret af Anthony Hickox.
Efter sammenstødet og Pinheads befrielse fra kaptajn Elliot Spencer er Pinhead nu fanget i en stenblok. Med blodet som hjælpemiddel bliver Pinhead igen levende, men for at blive fri, skal han bruge mere blod. En ung playboy har købt blokken, hvor Pinhead er fanget, og bruger den som kunst i hans natklub. Da Pinhead kommer til bevidsthed, lokker han den unge mand til at hjælpe sig, med at skaffe sig mere blod så han kan blive levende igen. En kvindelig journalist (Joey) er i midlertidig kommet på spor af mordene, og beslutter sig for at undersøge dem nøjere. Det fører hende på kollisionskurs med dæmonen Pinhead.
Internet Movie Database om Hellraiser 3: Hell on Earth

### Medvirkende
J.P. Monroe / Pistonhead Cenobite... Kevin Bernhardt

Joanne "Joey" Summerhill... Terry Farrell

Terri / Skinless Sandy / Dreamer Cenobite... Paula Marshall

Blake Regan (DJ)... Brent Bolthouse

Pinhead / kaptajn Elliot Spencer... Douglas Bradley

Daniel "Doc" Fisher / Camerahead Cenobite... Ken Carpenter

Rick the Barman / Barbie Cenobite... Peter Atkins

Sandy... Aimée Leigh

Joey's Father... Peter Boynton

CD Cenobite... Eric Willhelm (uncredited)

## Hellraiser: Bloodline(fra 1996)
Instrueret af Kevin Yagher.
Det er året 2127 og Pinhead, er blevet vækket til live på en rumstation. Dr. Paul Merchant har bygget den ultimative rumstation med et eneste formål, at destruere hvad hans tip tip oldefar, en fransk legetøjsmager Phillip L'Merchant fra 18. århundrede, begyndte. Nemlig, at ødelægge æsken "Lament Configuration", genvejen til helvede.
Internet Movie Database om Hellraiser: Bloodline

### Medvirkende
Phillip L'Merchant / John Merchant / Dr. Paul Merchant... Bruce Ramsey

Genevieve L'Merchant... Charlotte Chatton

Chamberlain... Tom Dugan

Sikkerhedsvagt #1... Jimmy Schuelke

Sikkerhedsvagt #2... David Schuelke

Peasent Girl / Angelique / Angelique Cenobite... Valentina Vargas

Pinhead... Douglas Bradley

Twin Cenobite #1... Michael Polish

Twin Cenobite #2... Mark Polish

Edwards / Skinless Parker... Paul Perri

Parker... Wren T. Brown

Rimmer... Christine Harnos

The beast... Jody St. Michael

## Hellraiser: Inferno(fra 2000)
Instrueret af Scott Derrickson.
En korrupt betjent, med hang til puslespil, jagter en morder som efterlader en afskåret finger på gerningsstedet. En finger fra et barn, som moderen holder i live. Hvert mord og hvert et spor fører betjenten i retning af en mand: Ham selv!
Internet Movie Database om Hellraiser: Inferno

### Medvirkende
Betjent Joseph Thorne... Craig Sheffer

Tony Nenonen... Nicholas Torturro

Dr. Paul Gregory... James Lemar

Pinhead... Douglas Bradley

Wire twin cenobite #1... Lynn Speier

Wire twin cenobite #2... Trisha Kara

Ansigtsløse morder... Ray Miceli

## Hellraiser: Hellseeker(fra 2002)
Instrueret af Rick Bota.
Kirsty Cotton (fra Hellraiser 1 & 2) er nu en voksen kvinde og gift med Trevor Gooden. Minder fra hvad der skete med hendes familie og med hende på sindssygehospitalet er vage, men hun er stadig traumatiseret. En dag er parret ude for en bilulykke, hvor Kirsty bliver slået ihjel. Trevor finder nu sig selv i en surrealistisk verden, hvor kvinder begærer ham ubetinget. Efter ulykken lider han af hukommelsessvigt, men langsomt vender hans hukommelse tilbage. Dag for dag bliver han klar over hvad der er sket, og det lykkedes ham at følge en række bloddryppende spor tilbage til arnestedet, tilbage til dæmonen Pinhead.

### Medvirkende
Trevor Gooden... Dean Winters

Kirsty Cotton... Ashley Laurence

Dr. Allison... Rachel Hayward

Gwen... Sarah-Jane Redmond

Tawny... Jody Thompson

Betjent Lange... William S. Taylor

Betjent Givens... Michael Rogers

Merchant... Charles Stead

Pinhead... Douglas Bradley

Stich Cenobite... Sara Hayward

Surgeon Cenobite... Michael Regan

Bound Cenobite... Nancy J. Lilley

## Eksterne links
- Hellraiser fan side Arkiveret 3. februar 2006 hos  Wayback Machine (på engelsk)
- Clive Barkers officielle hjemmeside (på engelsk)
- Douglas Bradleys officielle hjemmeside (på engelsk)
- Hellraiser-nyheder/anmeldelser på Skræk og Rædsel (på dansk)

## Eksterne Henvisninger
- Hellraiser på Internet Movie Database (engelsk)
- Hellraiser på Filmdatabasen
- Hellraiser på Scope
- Hellraiser i Svensk Filmdatabas (svensk)
- Hellraiser på AlloCiné (fransk)
- Hellraiser på MovieMeter (nederlandsk)
- Hellraiser på AllMovie (engelsk)
- Hellraiser på Turner Classic Movies (engelsk)
- Hellraiser på The Movie Database (engelsk)
- Hellraiser på Rotten Tomatoes (engelsk)